# Beffu-et-le-Morthomme
Beffu-et-le-Morthomme ist eine französische Gemeinde mit 39 Einwohnern (Stand: 1. Januar 2022) im Département Ardennes in der Region Grand Est. Sie gehört zum Arrondissement Vouziers und zum Kanton Attigny.
Das Siedlungsgebiet besteht aus den Dörfern Beffu und Le Morthomme. Nachbargemeinden sind Briquenay im Nordwesten, Verpel im Nordosten, Champigneulle im Südosten und Grandpré im Südwesten.

## Bevölkerungsentwicklung
| Jahr      | 1962 | 1968 | 1975 | 1982 | 1990 | 1999 | 2008 | 2015 |
| --------- | ---- | ---- | ---- | ---- | ---- | ---- | ---- | ---- |
| Einwohner | 72   | 80   | 57   | 51   | 60   | 54   | 72   | 51   |

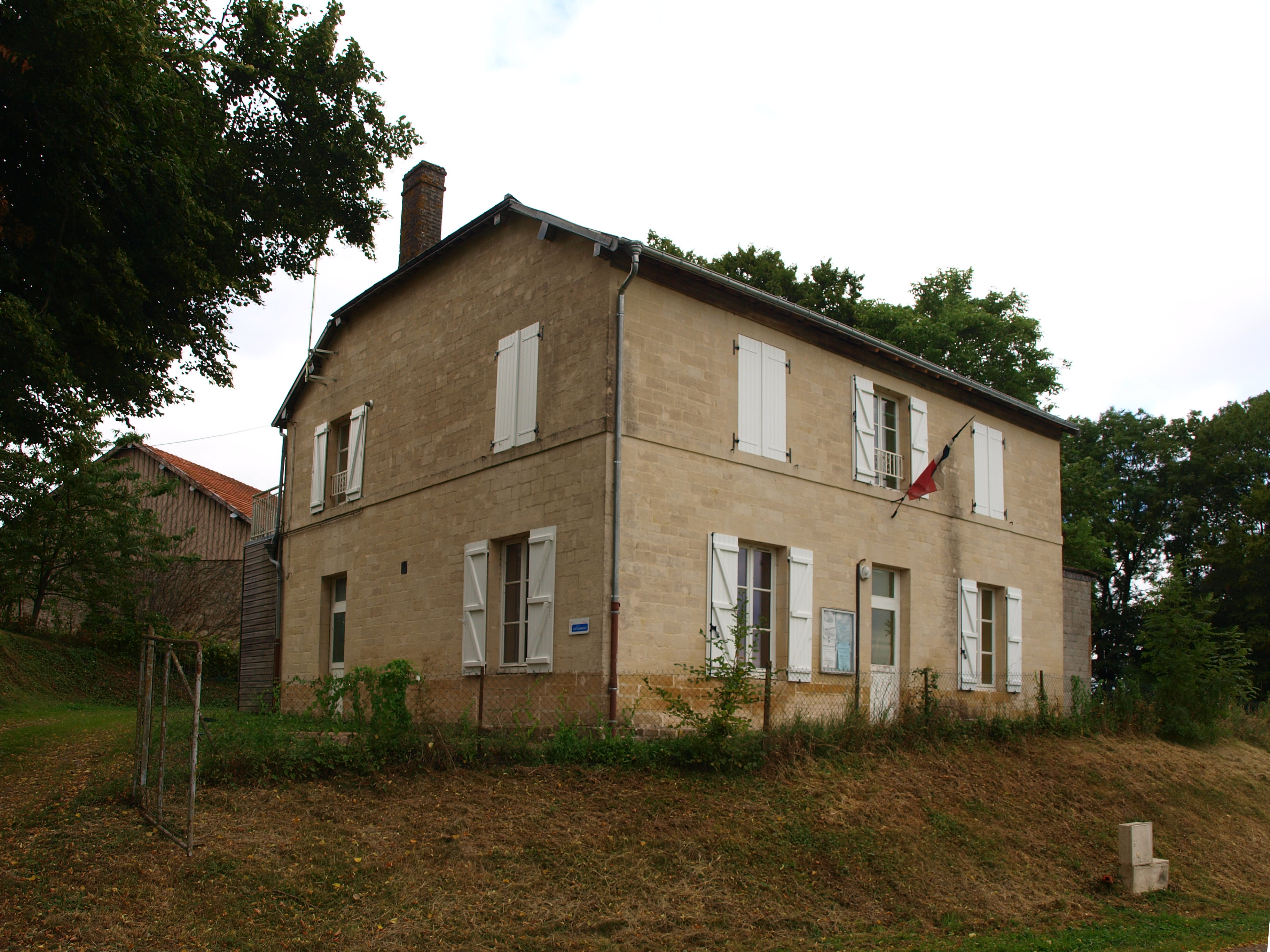
Die Mairie in Beffu
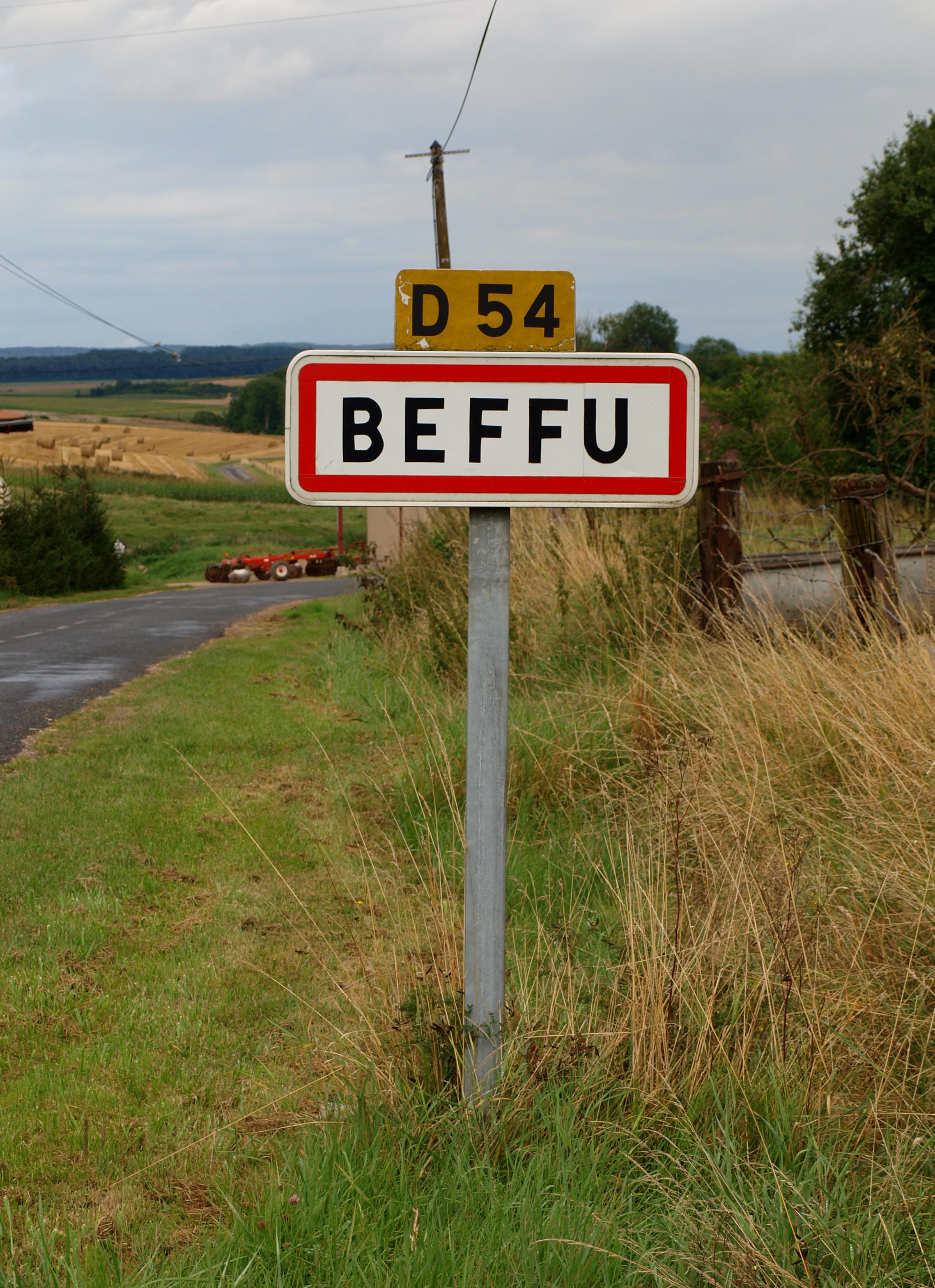
Dorfeingang bei Beffu
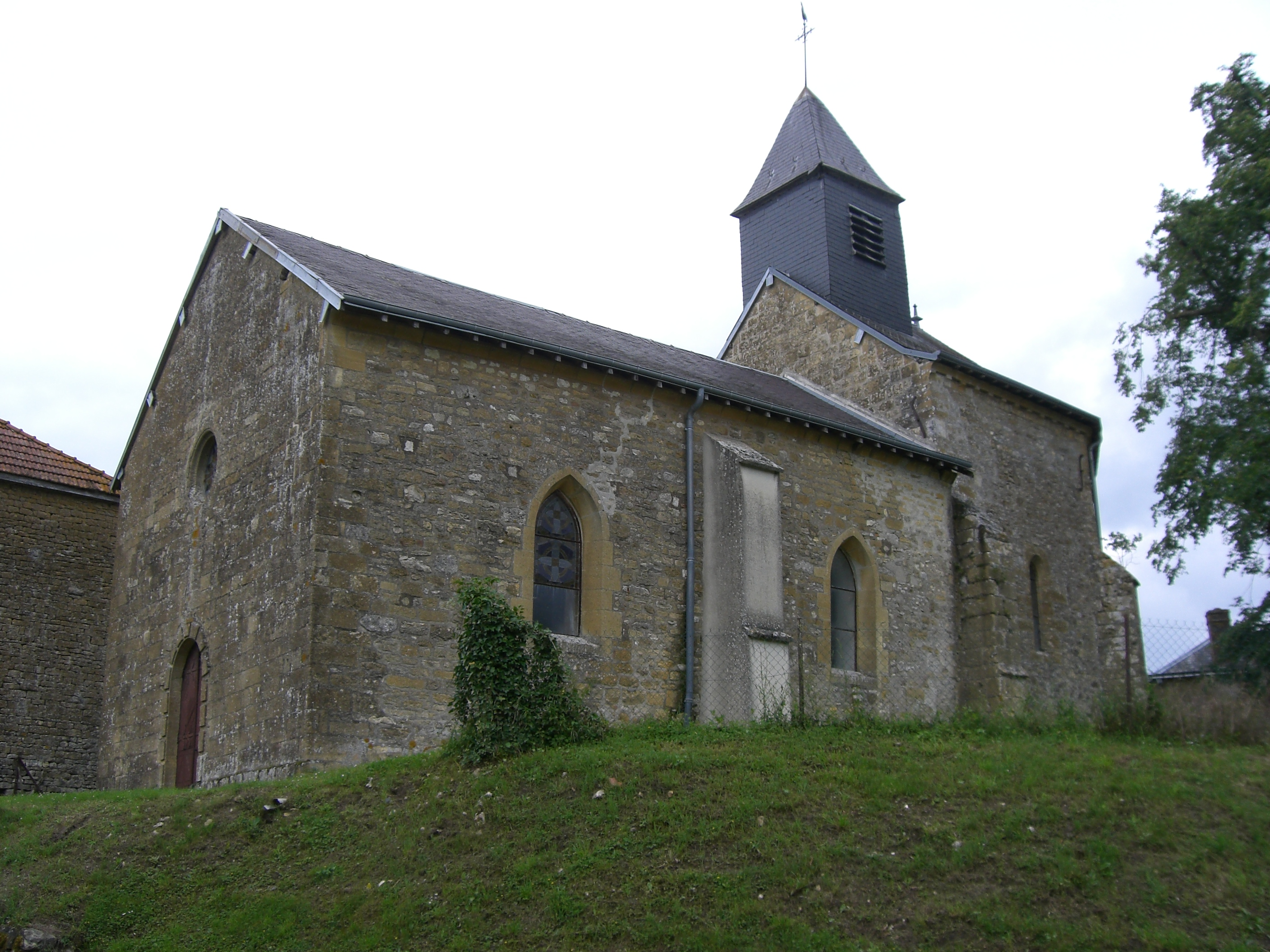
Kirche in Beffu
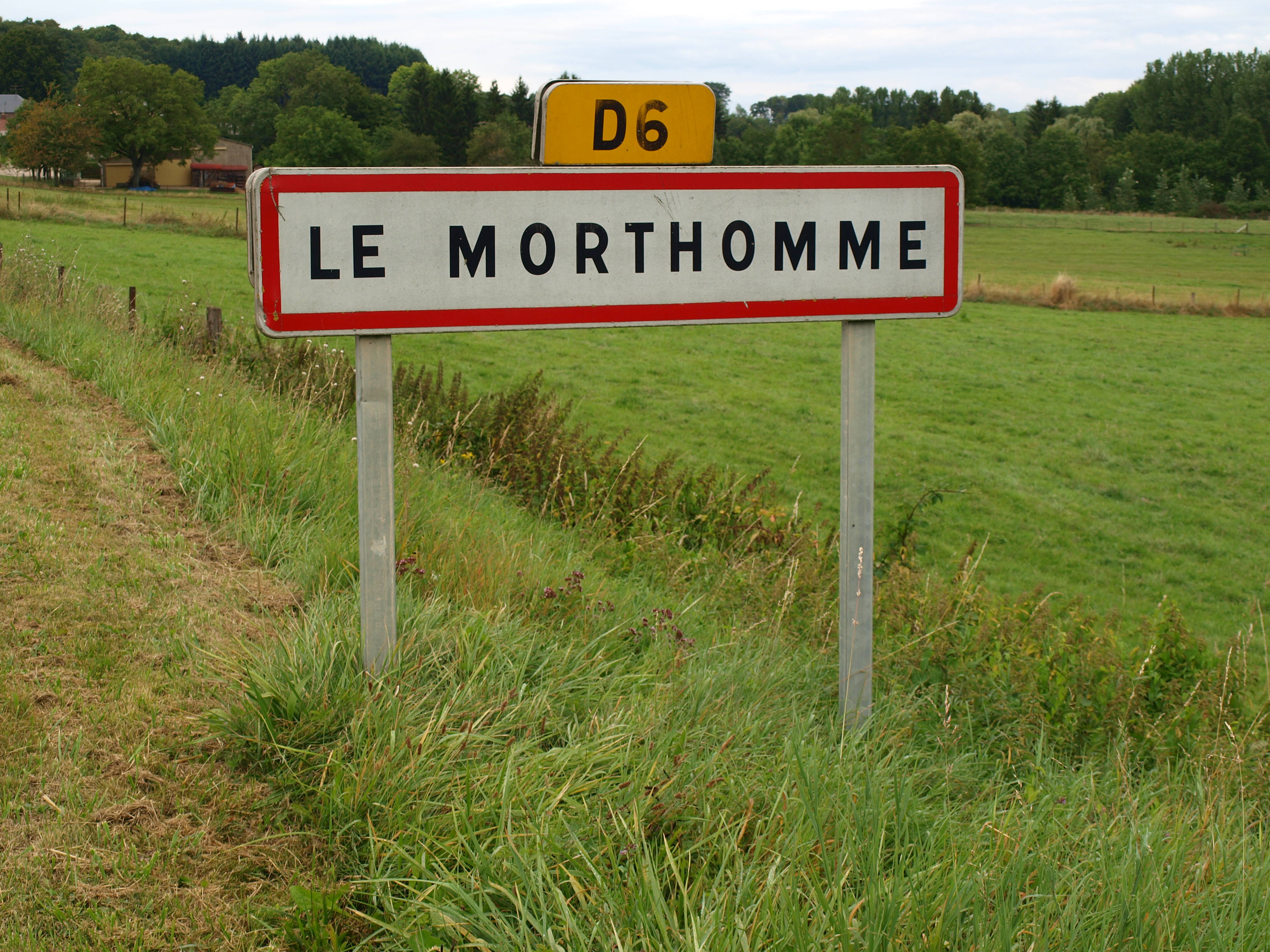
Dorfeingang bei Le Morthomme